# 22495 Fubini
22495 Fubini è un asteroide della fascia principale. Scoperto nel 1997, presenta un'orbita caratterizzata da un semiasse maggiore pari a 2,8105919 UA e da un'eccentricità di 0,1535384, inclinata di 8,93435° rispetto all'eclittica.